# Make Up (迷你專輯)
《Make Up》是韓國女子音樂組合T-ara成員朴孝敏的第一張韓語迷你專輯，由MBK娛樂於2014年6月30日發佈。

## 發行背景
2014年5月29日，孝敏透過經紀公司表示將回歸樂壇，專輯新曲名稱將於6月2日公布。孝敏於6月11日公開專輯概念照，此次參與孝敏新輯配唱的LOCO亦出現在概念照中。6月16日，經紀公司表示孝敏此次專輯將於7月2日發布，並於6月20日表示此次專輯將會發布15禁與19禁版本。6月27日，經紀公司表示孝敏此張專輯提前於6月30日上市，並在首爾江南三成洞JBK TOWER舉辦新輯發布記者會。

## 創作背景
孝敏在7月2日回歸樂壇過後，接受媒體訪問表示主打曲〈Nice Body〉音樂錄影帶中的「34- 24- 36」代表的是女人的完美身材。在採訪中，孝敏表示新曲〈談, 膽〉的創作背景是對於在現實生活中，向辛苦、疲倦的人们傳遞「你可以的，可以站起来」的意涵。此次專輯的服装、编舞、音樂錄影帶、设计等專輯製作，孝敏都有參與其中。在此次專輯主打曲〈Nice Body〉的音樂錄影帶中，孝敏易容將身材处于极端状态的两个造型。

## 爭議

### 歌詞爭議
孝敏在此張專輯收錄自創曲〈談, 膽〉引起抄襲爭議。網友質疑該曲作詞抄襲Block B隊長Zico的作品，Zico於7月1日表示孝敏事前有和他溝通，雙方協調後才公開發表歌曲，而孝敏於7月4日在個人推特表示當初在製作歌曲的時候，有和Zico聯繫並取得他幫助的部分，非常的謹慎只公開有獲得同意的部分，但對於沒有事先向大家說明這點感到抱歉。

### 音樂錄影帶爭議
孝敏在音樂錄影派發行前的前導預告引起抄襲爭議，該預告畫面遭指出與Robin Thicke的〈Blurred Lines〉相同，19禁版本的音樂錄影帶前導預告更遭批評「性感不成，流於低俗」。

## 曲目列表
| 曲序 | 曲目                   |                  | 作曲                | 时长 |
| ---- | ---------------------- | ---------------- | ------------------- | ---- |
| 1.   | Nice Body（Feat.Loco） | 勇敢兄弟, Loco   | 勇敢兄弟,大象王國   | 3:28 |
| 2.   | Fake It                | 勇敢兄弟, Chakun | 勇敢兄弟, Star Wars | 3:09 |
| 3.   | 談, 膽                 | 孝敏             | 孝敏                | 4:04 |
| 4.   | Nice Body（伴奏）      |                  | 勇敢兄弟,大象王國   | 3:28 |
| 5.   | Fake It（伴奏）        |                  | 勇敢兄弟, Star Wars | 3:09 |

## 發行及銷售

### 發行紀錄
| 專輯        | 日期          | 形式     | 發行公司           |
| ----------- | ------------- | -------- | ------------------ |
| 《Make Up》 | 2014年6月30日 | 數位下載 | MBK Entertainment  |
| 《Make Up》 | 2014年6月30日 | CD       | MBK娛樂、Genie音樂 |

### 排行榜
孝敏此次專輯在M Countdown投票中，分別在美國、中國及日本部門拿下第一名的佳績，同時也在YouTube成為熱門影片，亦在中國音樂錄影帶排行榜音悦Tai拿下第一名。

| 榜單名稱（2014年） | 最高排名 |
| ------------------ | -------- |
| Gaon每週專輯榜     | 6        |
| Gaon每月專輯榜     | 15       |

| 榜單名稱（2014年） | 最高排名 |
| ------------------ | -------- |
| Gaon單曲排行榜     | 13       |
| Gaon單曲流動榜     | 31       |
| Gaon BGM排行榜     | 17       |
| Gaon單曲下載排行榜 | 9        |
| Gaon手機鈴聲排行榜 | 51       |